# Bartłomiej Rychter
Bartłomiej Rychter, né en 1978 à Sanok est un juriste et écrivain polonais, auteur de romans policiers ayant une dimension historique.

## Biographie
Il est scolarisé à l'école no 4 de Sanok, puis au lycée économique de Sanok. Après des études de droit à l'université de Rzeszów, il travaille dans des cabinets juridiques et des sociétés de recouvrement de créances en Silésie et à Cracovie. Il est ensuite cadre de la banque Stefczyk de Sanok.
Il amorce sa carrière en littérature en 2007 avec la publication de son premier roman Vol pour Genève, nommé pour le Prix Grand Calibre (pl) du meilleur roman policier polonais de l'année 2007. Dans son second roman, Le Loup doré, il met en scène des personnages réels, notamment les bourgmestres de Sanok, Cyryl Jaksa Ładyżyński (pl) et Feliks Giela (pl), ainsi que le Dr Karol Zaleski (pl), et le héros du roman réside dans la villa Zaleski à Sanok (pl).
Ses romans se situent dans la vie quotidienne et dans l'ambiance provinciale de la Galicie au tournant du siècle dernier.
Le roman Le Dernier Jour de juillet se déroule pendant l'Insurrection de Varsovie en 1944.
En juillet 2013, il devient également vice-président du CA de Stal Sanok Sp. z o.o., créée pour soutenir le club de football Stal Sanok (pl).

## Œuvre

### Romans
- Kurs do Genewy, Wydawnictwo W.A.B., 2007 (Vol pour Genève)  (ISBN 978-83-7414-276-2)

- Złoty wilk, Wydawnictwo W.A.B., 2009 (Le Loup doré)  (ISBN 978-83-7414-683-8)

- Ostatni dzień lipca, Wydawnictwo W.A.B., 2012  (ISBN 978-83-7747-737-3)

- Czarne złoto, Wydawnictwo W.A.B., 2013 (L'Or noir)  (ISBN 978-83-7747-971-1)